# سکژپیتس (استان اوپوله)
سکژپیتس (به لهستانی: Skrzypiec) یک منطقهٔ مسکونی در لهستان است که در گمینا لوبژا (استان اوپوله) واقع شده‌است.